# Ross Lowell
 (avril 2019).
Ross Lowell (né le 10 juillet 1926 à New York et mort à Pound Ridge le 10 janvier 2019) est un inventeur, photographe, directeur de la photographie, concepteur d'éclairage, auteur et entrepreneur américain. Il a transformé l'industrie de la production cinématographique avec deux inventions : un système de montage d'éclairage à serrage rapide largement utilisé qui porte son nom le Lowel-Light, et le célèbre gaffer tape, ruban adhésif devenu aussi banal qu’indispensable,.